# ارتش امارت اسلامی افغانستان
ارتش ملی اسلامی (پشتو: اسلامی ملی اردو)، ارتش امارت اسلامی یا ارتش افغانستان، شاخه نیروی زمینی نیروهای مسلح امارت اسلامی افغانستان است.
در اواخر مرداد سال ۱۴۰۰ خورشیدی در پی خروج نیروهای آمریکایی از افغانستان و فروپاشی دولت جمهوری اسلامی افغانستان، طالبان بر ۹۹ درصد مناطق افغانستان تسلط یافتند و اردوی ملی از هم فروپاشید و تمام قول اردوها به همراه اکثر تجهیزات به گروهک تروریستی طالبان تسلیم گردیدند. پس از فرار رئیس‌جمهور اسبق افغانستان، اشرف غنی، فرماندهان و سربازان اقدام به ترک خدمت و فرار به کشورهای مختلف و مناطق دیگر نمودند یا به طالبان تسلیم شدند. برخی از سربازان نیز به مقاومت ضد طالبان پنجشیر پیوستند.

## تاریخچهٔ ارتش افغانستان
زمانی که در افغانستان سلاح گرم وجود نداشت تشکیلات ارتش به سر لشکر و لشکر اعم از تیر زنان، نیزه‌بازان و شمشیر زنان، محافظان و غیره بود. تا دورهٔ تیمورشاه درانی ارتش افغانستان ارتش دفاعی و تعرضی بود. پس از شاه زمان، ارتش افغانستان یک اردو دفاعی بوده است.
در طول تاریخ افغانستان اردو به شکل قومی و غیرمنظم وجود داشته است که از آن برای دفاع از سرزمین کار گرفته می‌شده. برای اولین بار اردو منظم قومی متشکل و منظم در قرن هجدهم توسط میرویس خان هوتک به وجود آمد. این اردو تحت فرماندهی میرویس نیکه (۱۷۰۹–۱۷۱۵) در برابر اردوی ایران جنگید. پس از میرویس خان پسر وی شاه محمود هوتکی (۱۷۱۵–۱۷۲۵) با اردو ۲۸ هزار نفری خویش به گلون‌آباد حمله نمود و پس از تصرف اصفهان، ایران صحنه را در مقابل استعمارگران روس تنگ و تنگ‌تر ساخت. در این اردو فقط چند ضرب توپ‌های خفیف نوع «زنبورک»، تجهیزات مؤثر و ثقیل جنگی را تشکیل می‌داد.

### اردوی منظم

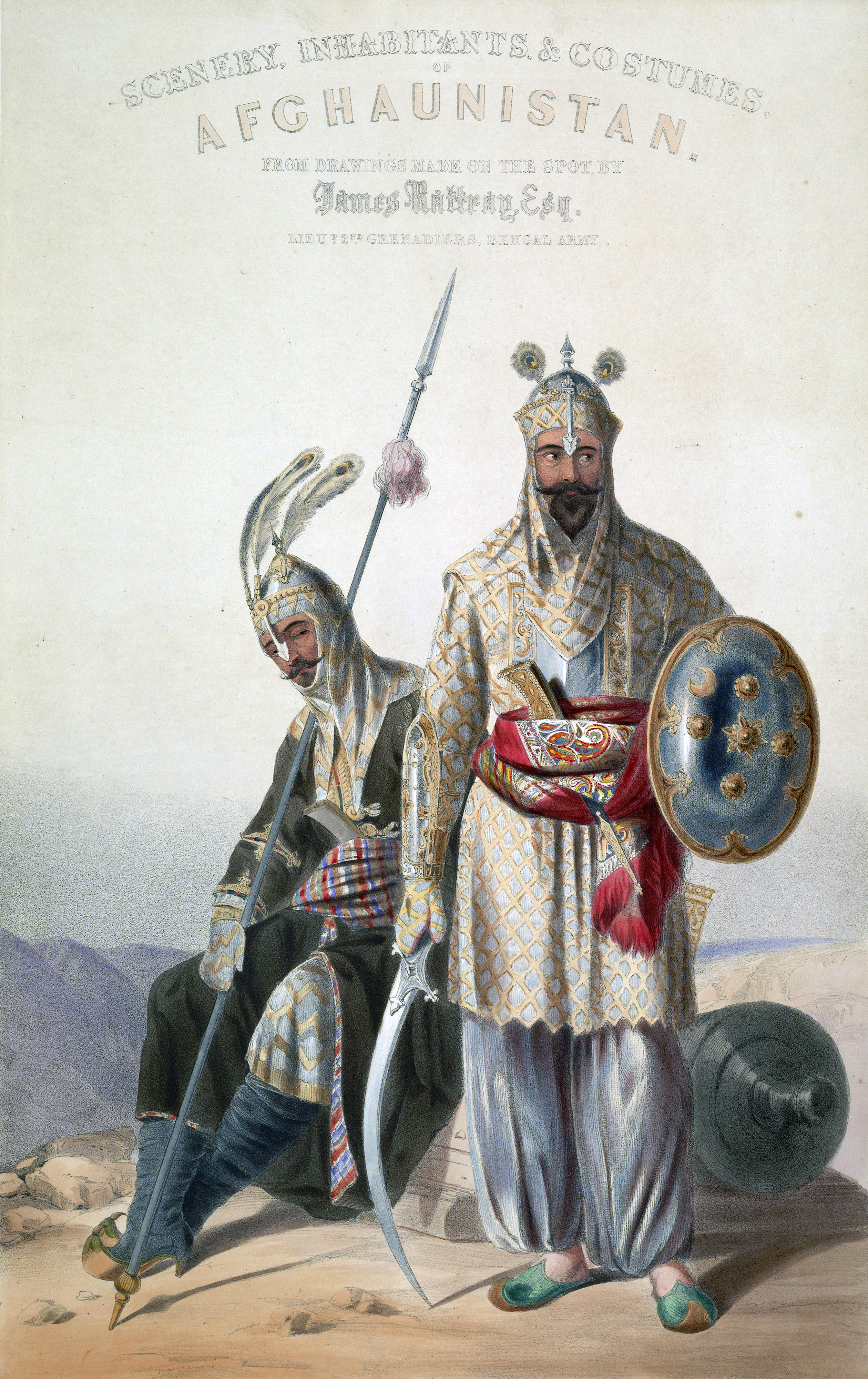
ارتش سلطنتی امپراتوری درانی

اولین اردوی منظم افغانستان با قطعات توپچی‌سواره و پیاده‌نظام در سال‌های ۱۷۴۷ تا ۱۷۷۲ در زمان سلطنت احمد شاه درانی تشکیل شده است. احمد شاه درانی سپهسالار و نظامی در طول سال‌های حکمرانی نادر شاه بزرگ مهارت‌های جنگی را کسب نمود. او اساس اولین اردوی منظم تاریخ افغانستان را پایه‌ریزی نمود. سردار محمدجهان خان پوپل زی یک آن را اداره می‌کرد. اردوی قوی و مستحکم احمد شاه درانی پس از مرگ وی به پارچه‌های متعددی تقسیم شد و از طرف پسرانش در مقابل همدیگر در خانه جنگیها (جنگ‌های داخلی) کار گرفته شد که یکی از عوامل شکست اردوی منظم احمد شاه درانی محسوب می‌شود.
اردوی زمان «احمد شاه درانی» متشکل از یک اردوی منظم بود که براساس اعتقادات محکم دینی و شئون غیرت و گسترش اسلام در مقابل با کفار چندین بار بر هندوستان تاخت و پانی‌پات را فتح نمود که همین اردو در زمان تیمورشاه درانی تا دوران شاه زمان پابرجا بود. در زمانی که احمدشاه بابا به هندوستان چندین بار حمله نمود، انگلیسی‌ها در هندوستان مصروف تجارت بودند. پس از قرن ۱۶ که کشورهای اروپایی مصروف جهان‌گشایی بودند، انگلیسی‌ها در زمرهٔ ابرقدرت در اروپا بودند. آن‌ها متوجه شدند که مسلمانان ادارهٔ هندوستان را در دست دارند و مسلمانان افغانستانی یگانه مرجعی بودند که می‌توانستند به سرعت مسلمانان هند را کمک نمایند؛ و این یک واقعیتی است که هندوستان همیشه از راه افغانستان (خراسان بزرگ) مورد تهاجم قرار گرفته است. هندوها که در هندوستان اکثریت داشتند علاقه داشتند تا بر کرسی قدرت بنشینند. این دو نکته برای هندوها و انگلیسی‌ها مورد توجه قرار گرفت.
انگلیسی‌ها به طوایف هندوها کمک نمودند تا در هندوستان دولت مراتی را تشکیل دادند. در حقیقت این دولت به نفع افغان‌ها بود؛ زیرا شانس اشغال هند از طرف انگلیس خیلی کم بود؛ ولی احمدشاه بابا قوت دولت مراته را برهم شکست و هندوستان به یک کشور ضعیف تبدیل گردید. انگلیسی‌ها آهسته آهسته در صحنهٔ سیاسی هند ظهور نمودند تا اینکه در زمان شاه زمان وارد صحنه جنگ با افغانستان شده در هند به پیشروی آغاز نمودند. دولت انگلیس برای اشغال هند به اهرم فشاری نیاز داشت تا در صورت پیشروی به هند بر افغانستان فشار بیاورد که این اهرم فشار دولت ناصرالدین شاه قاجار گردید. در هر پیشروی انگلیس به هند، قاجاریان به هرات و قندهار حمله می‌کردند. قشون ناچار به طرف هرات حرکت می‌کردند؛ و این‌گونه مداخلات انگلیس باعث بروز خانه جنگی‌ها شد. بدین ترتیب اردو ضعیف شد و این روند تا حکومت شاه شجاع درانی ادامه یافت. پس از کشته شدن شاه شجاع ارگ شاهی توسط انگلیسی‌ها تاراج شد و اردو از میان رفت. الماس کوه نور نیز در همین روز (۵/۴/۱۸۴۲) تاراج شد.

### دومین اردو منظم افغانستان
پارچه پارچه شدن اردو احمدشاه نفاق و جنگ‌های داخلی باعث سقوط سلطنت سدوزاییها و دخالت و نفوذ بیگانه در کشور گردید و تا سلطنت امیر دوست محمد خان سبب افزایش هرج و مرج و ملوک الطوایفی شدن افغانستان شد، تا اینکه امیر دوست محمد خان در دورهٔ دوم حکومت خود (۱۸۰۴–۱۸۶۱) یک اردو منظم را پایه‌گذاری نمود که تعداد آن از ۳۰ هزار نفر تجاوز نمی‌کرد و امیر از آن برای تحکیم قدرت و حفظ جان خود و خانواده خود کار می‌گرفت؛ به نوشتهٔ میرغلام‌محمد غبار در دورهٔ حکومت امیر شیرعلی خان اساس یک اردو منظم و دائمی گذاشته شد که افراد آن تحت آموزش نظامی قرار گرفته و از لباس متحد الشکل برخوردار می‌گردیدند.
این اردو از پایهٔ نظامی برخوردار گردید دارای صفوف سه‌گانهٔ پیاده‌نظام، سواره‌نظام و توپخانه بود و در دژ تازه‌بنیاد قلعهٔ شیرپور جابجا شد. به گواهی تاریخ اردو افغانستان این اردو مشتمل بود بر ۵۷ هنگ پیاده، ۲۰ هنگ سواره، ۲۶ گردان کوهستانی، سواره نظام و پیلبان که مجموعاً ۵۰ هزار نفر نفر بودند. به شکل دایمی استخدام گردیدند. بعدها شیرازه اردو منظم امیر شیر علی خان به دلیل کسالت امیر که ناشی از وفات پسرش شاهزاده و ولیعهد عبدالله پیش از سوق دادن به جهادی که علیه انگلیسی‌ها اعلان شده بود از هم پاشید و خود امیر ابتدا به تاشقرغان و بعدن به مزارشریف رفت و در آنجا وفات یافت.

### سومین اردو افغانستان

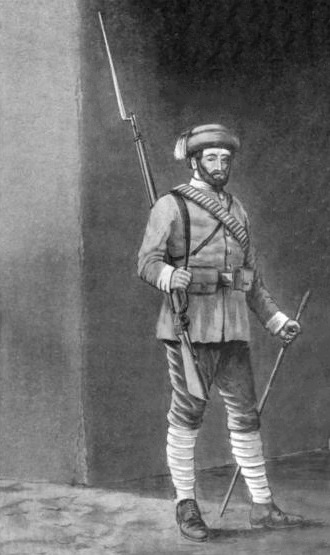
یک سرباز افغانستان در دوره عبدالرحمن خان ۱۸۹۰

پس از امارت امیر شیر علی خان، امیر عبدالرحمن خان برای تشکیل اردو دایمی کمر به همت بست و در میام دیگر امور دولتی هفته‌ای یک روز را برای امور لشکری تخصیص داده بود. به نقل از کتاب تاریخ «افغانستان در پنج قرن اخیر» تعداد اردو امیر عبدالرحمن خان عبارت بود از:
- قوای پیاده هشتاد دسته، هر دسته ۷۰۰ نفر، جمعاً ۵۶٬۰۰۰ نفر
- قوای سواره چهل دسته، هر دسته ۴۰۰ نفر، جمعاً ۱۶٬۰۰۰ نفر
- قوای توپخانه یکصد گردان، هر گردان ۱۰۰ نفر، جمعاً ۱۰٬۰۰۰ نفر
- نگهبانان دربار شاهی:
  - پیاده چهار دسته، هر دسته ۱٬۰۰۰ نفر، جمعاً ۴٬۰۰۰ نفر
  - سواره سه دسته، هر دسته ۸۰۰ نفر، جمعاً ۲٬۴۰۰ نفر

جمعاً اردو امیر عبدالرحمن خان متشکل از ۸۸٬۴۰۰ نفر بود.
امیر مذکور برای مدرنیزاسیون اردو کارخانه ماشین خانه کابل را که دارای شعبات ریخته‌گری، توپ سازی، تفنگ سازی، باروت و تولید کارتوس سازی، اسلحه سرد و غیره بود بنیادگذاری کرد.
در زمان امیر حبیب‌الله خان اردو افغانستان پیشرفت‌های خوبی نمود. در ضمن مدارس تأسیسات آموزشی اردو را بنیاد گذاشت. از آن جمله مکتب حربیه برای آموزش کادرهای افسری اردو در کابل تأسیس شد که بعدها به تعداد ۹۰۰ نفر در آن فنون نظامی را می‌آموختند. در زمان اعلیحضرت غازی امان‌الله خان به منظور تقویه اردو افغانستان اسلحه جدید از آلمان، انگلستان، ایتالیا و بلژیک خریداری گردید که شامل تفنگ‌های ۱۲ تکه انگلیسی، تفنگ‌های ۱۲ تکه لوچک آلمانی برای پیاده و سواری، تفنگ‌های ۵ تکه ایتالیای برای پرسنل توپچی، تفنگ‌های پنج تکه بلژیکی برای ژاندارم و پلیس، توپ‌های ۶ پن، توپ‌های ۹ پن قاطری که (از روسیه خریداری شده بود)، توپ‌های ۱۰۵ ملی متری صحرا (۳۶ پن) که توسط شش راس اسپ کشیده می‌شد. دولت اطریش چهار ضرب توپ به غازی امان‌الله خان بخشیده بود که در جنگ تل شرکت کرده بود.
بعدها برای بار دوم سلاح جدید از راین میتال آلمان و کارخانه اشکودای چکسلواکی «توپ‌ها و تانک‌های سبک» خریداری گردید. در زمان غازی امان‌الله یک قطعه نمونه نیز تشکیل شد، افسران و آموزگاران ترکیه برای آموزش افسران افغانستانی استخدام شد، بعضی افسران برای کسب تحصیلات نظامی به ترکیه و کشورهای دیگر خارجی اعزام شدند، چند بال هواپیما و چند ضرب توپ دور برد خریداری گردید. اما آن طور باید، اردو در زمان سلطنت غازی امان‌الله خان پیشرفتی ننمود؛ زیرا افغانستان یک کشور آزاد بود و هم انقلاب سوسیالیستی در اتحاد شوروی مخالف مستعمره جویی بود. تصور نمی‌شد که انگلیس مداخله کند. اردو افغانستان در این صده توانست در سه جنگ افغان و انگلیس موفق بدر آید و سرزمین خویش را از شر استعمارگران نجات داد و آزاد سازند. بعد از سقوط سلطنت غازی امان‌الله یک دوره اغتشاش در کشور به وجود آمد و این اردو از بین رفت.

### چهارمین اردو منظم افغانستان
پس از شاه امان‌الله در افغانستان، حبیب‌الله کلکانی سلطنت را بدست آورد و اردو قبلی به کلی مورد تاراج قرار گرفت. محمد نادر شاه که در اردو امان‌الله شاه زحمات زیاد را متقبل گردیده بود توانست با حیله و نیرنگ حبیب‌الله کلکانی را به قتل برساند. پس از آن به تشکیل اردو پرداخت. محمد نادر خان در اندک مدت با تطبیق زور و قدرت دولتی اردو منظم‌تر و نیرومندتری از اردو عصر امان‌الله شاه به وجود آورد و آن را با اسلحه عصری که بخش زیادی از آن را از انگلستان به اعانه گرفته بود و بخش دیگر آن را از سایر کشورها خریداری کرده بود مجهز گردانید. برای مکتب جنگی ساختمان تازه‌ای در بالاحصار اعمار نمود. تعداد اردو محمد نادر خان به قرار نوشته «جورج ارتی» چهل هزار نفر بود که بعد از کشته شدن محمد نادر خان، پسرش اعلیحضرت محمد ظاهر شاه پادشاه شد.

### اردو مدرن افغانستان

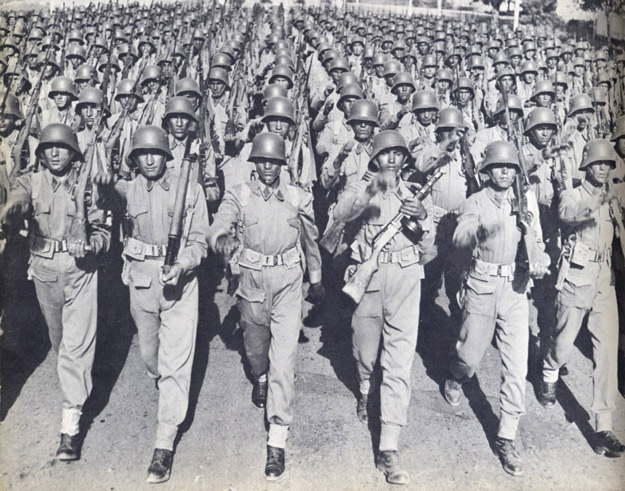
سربازان ارتش پادشاهی افغانستان در دهه ۵۰ میلادی

عهد محمد ظاهر شاه در افغانستان، دوران پیشرفت کمی و کیفی ارتش افغانستان به‌شمار می‌رود مخصوصاً زمان نخست‌وزیری محمد داود خان که به تاریخ ۶ سپتامبر ۱۹۵۳ از طرف اعلیحضرت محمد ظاهر شاه به تشکیل کابینه موظف شد. سردار محمد داود خان در پهلوی عهده صدارت در راس قدرت دفاعی کشور نیز قرار گرفت. وی برای تقویه کمی و کیفی اردو و تجهیز و تسلیح آن علاقه وافری داشت. روی این منظور به ایالات متحده آمریکا رو آورد. اما تقاضاهایی که سردار محمد داود خان در زمینه کمک‌های نظامی از ایالات متحده آمریکا نموده بود، بی‌نتیجه ماند و بر عکس آمریکا در سال ۱۹۵۳ کمک نظامی خویش را به پاکستان وعده داد. این امر باعث تأثر داود خان گردید و تحقق این کمک‌های نظامی را به پاکستان برای امنیت کشور خطری جدی پنداشت. مخصوصاً که حل مسئله پشتونستان بین افغانستان و پاکستان در سرخط مرام حکومت وی قرار داشت.
سردار محمد داود از تلاش‌های دیپلماتیک با ایالات متحده نیز مأیوس گردید بالاخره سردار محمد داود از نیکسون، رئیس‌جمهور وقت آمریکا که در سال ۱۹۵۴ به کابل آمده بود تقاضای رسمی نمود اما ریچارد نیکسون با تقاضای موصوف توافق نکرد. این یک دلیل واضع بود که آمریکا در مورد این کشور برنامه داشت تا افغانستان مسلح به سلاح روسی شود. در اخیر یک منطقه زور آزمائی بین این دو ابرقدرت گردد.
لهذا محمد داود خان به ناچار به اتحاد جماهیر شوروی روی آورد. اتحاد شوروی که آرزومندی شدیدی داشت تا همسایه جنوبی اش از لحاظ نظامی و اقتصادی به وی وابسته باشد، تقاضای افغانستان را لبیک گفت و در سال ۱۹۵۸ با ورود اولین دسته سلاح و تکنیک محاربوی شوروی به افغانستان همکاری نظامی شوروی تحقق یافت.
محمد داود خان با گرفتن سلاح و تکنیک جنگی از شوروی، به تقویه و پیشرفته ساختن اردو که در مقابل اردوهای کشورهای همسایه که ضعیف به نظر می‌رسید اقدام نمود و از لحاظ تشکیلاتی ارتش افغانستان به یک اردو قدرتمند مبدل شده و کمیت ان به ۸۰ هزار نفر بالا رفت که در شرایط سفر بری ظرفیت جذب همین تعداد دیگر را نیز داشت. بدین منوال ارتش افغانستان به عنوان یک ارتش قدرتمند و ورزیده در منطقه عرض اندام نمود؛ و قادر به دفاع از استقلال، حاکمیت ملی و تمامیت ارضی شد.
در سال ۱۹۵۸ ارتش افغانستان با سلاح ثقیل و خفیف، طیارات و سلاح‌های مدرن ضدهوایی و زرهی پیشرفته، تجهیزات و تکنیک عصری جنگی مجهز گردید به این صورت دوره صدارت سردار محمد داود دوره رشد و ارتقای کمی و کیفی اردو افغانستان به‌شمار می‌رود. ارتش افغانستان مطابق به قانون وقت حق شمولیت به کدام سازمان سیاسی را نداشت. همین، زمینه را برای روس‌ها مساعد ساخت تا در میان اردو کار زیرزمینی نمایند. سردار محمد داود بنابر بعضی علل بتاریخ ۳ مارچ سال ۱۹۶۳ استعفایش را به پادشاه وقت تقدیم نمود و بتاریخ ۱۳ مارس ۱۹۶۳ با منظور شدن استعفای سردار محمد داود، دکتر محمد یوسف کابینه خود را معرفی نمود. در خط‌مشی حکومت، تغیر دادن قانون اساسی قبلی کشور و رفع کشیدگی‌ها با پاکستان دیده می‌شد.
بر مبنای خط مشی حکومت جدید مسوده قانون اساسی جدید که بیشتر به تحقق دموکراسی در کشور ممد واقع می‌گردید آماده و در لویه جرگه سال ۱۹۶۴ در جرگه مشورت و به تصویب رسید و دوره انتقالی شروع شد. از دوره انتقالی تا کودتای ۲۶ سرطان ۱۳۵۲ ارتش افغانستان مسیر ارتقای خود را می‌پیمود و با تسلیحات و تکنیک جدید جنگی مجهز می‌گردید. قطعات جدید کوماندو، پراشوتی راکت‌های ضدهوایی مدرن رهبری شونده، غندهای هوایی با هواپیماهای تازه ایجاد می‌گردید.
سیل محصلین نظامی به غرض کسب تحصیلات عالی نظامی به اتحاد شوروی فرستاده می‌شد، هیئت‌های نظامی شوروی غرض مطالعه درجه احضارات اردو افغانستان و ایجاد ظرفیت‌ها به کشور سفر می‌کردند و تجارب شان را برای کادرهای اردو انتقال می‌دادند، در پهلوی قطعات محارب، صنوف و قدمه‌های تأمیناتی بنابر مشوره جنرالان شوروی ایجاد گردید، تعمیرات دانشگاه جنگی، آکادمی تکنیک، ترمیم خانه مرکزی اردو که توسط کشور چکسلواکی اعمال می‌گردید به اتمام رسید. ترمیم خانه مرکزی که یکی از مجهزترین کارخانه‌های نظامی کشور بود، جای کارخانه جنگی سابقه را بسرعت گرفت و تمام احتیاجات قطعات را رفع می‌کرد. در فرودگاه بگرام، خواجه رواش، فرودگاه بین‌المللی کابل، پایگاه هوایی شیندند و قندهار جهت ترمیم هواپیماها و بالگردها، ترمیم‌گاه‌های مجهز و عصری ترمیم هواپیما به کمک اتحاد شوروی ساخته شد. شفاخانه مجهز نظامی چهار صد بستر اردو به پایه اکمال رسیده و افتتاح شد؛ قوای ۴ و قوای ۱۵ زره‌دار مجهز با تانک‌های غول پیکر تشکیل شد. در دوره دوم زمامداری سردار محمد داود به صفت رهبر و بعداً رئیس‌جمهور بعد از کودتای نظامی ژوئیه ۱۹۷۳ در قسمت تسلیح و تجهیز اردو کدام اقدام چشمگیری به عمل نیامد اما امور آموزش تکنیکی و تاکتیکی کارمندان اردو توسط مشاورین و استادان شوروی ادامه داشت؛ و دیگر تکنیک و تکتیک نظامی شوروی در اردو افغانستان جای خود را اشغال کرده بود.
همزمان با پیشرفته شدن اردو، ذهنیت‌های افسران اردو نیز انکشاف یافت و ایجاد احزاب سیاسی در دهه دموکراسی، این روند را بیشتر تقویت بخشید. دیگر افسران اردو مانند سابق گوش و چشم بسته نداشتند، بلکه روشنگری روز بروز در اردو وسعت پیدا می‌کرد.
سردار محمد داود که به کمک افسران در پی کودتا مسلحانه به قدرت رسیده بود، در تحت تأثیر کشورهای خارجی دیگر از خط فکری خود عدول کرده بود و به اشاره بعضی از کشورها به تصفیه اردو و دستگاه دولتی از وجود روشنفکران و چیزفهم‌ها شروع نمود که سخت به زیان وی تمام شد. به این معنی که بی‌اعتمادی نسبت به رژیم روزبروز اضافه شده می‌رفت، روحیه همکاری با رژیم کمتر شده می‌رفت، امنیت رو به خرابی نهاد تا جائیکه در روز روشن وزیر بر حال برنامه‌ریزی در دفتر کارش به قتل رسید. تا اینکه در اثر عمل و تصامیم عجولانه محمد داودخان قیام دوم مسلحانه اردو بتاریخ ۲۷ آوریل ۱۹۷۸ صورت گرفت و رژیم جمهوری سردار محمد داود سقوط کرد و خودش از بین رفت.

### ارتش جمهوری دموکراتیک افغانستان

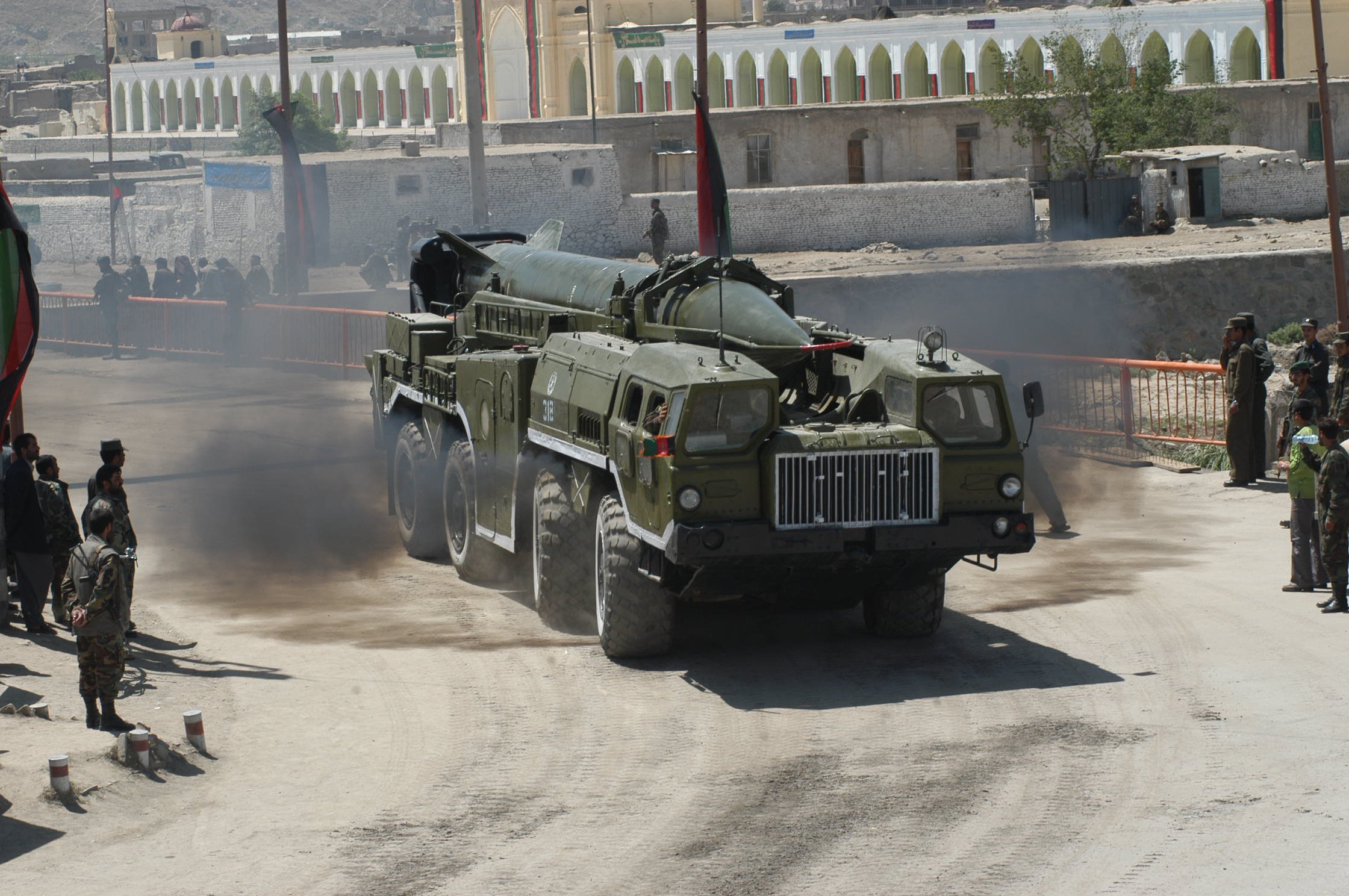
ارتش مجهز جمهوری دموکراتیک افغانستان که با موشک‌های بالستیک اسکاد مجهز بودند.

در ۲۷ آوریل ۱۹۷۸، حزب دموکراتیک خلق افغانستان به رهبری نورمحمد تره کی و ببرک کارمل با انجام یک کودتا رژیم محمد داودخان را سرنگون کردند. این قیام که معروف به انقلاب ثور بود، باعث تشکیل جمهوری دموکراتیک افغانستان گردید و در آن نورمحمد تره کی به عنوان رئیس‌جمهور، نخست‌وزیر و دبیرکل حزب دموکراتیک خلق افغانستان شد. این رژیم الی آوریل ۱۹۹۲ ادامه یافت.
بعداز کودتای ۲۷ آوریل اردو، شوروی با دست باز در تمام امور کشور من‌جمله تسلیح، تجهیز و ارتقای سطح کمی و کیفی اردو دست بکار شد. تا اینکه در اثر تقاضای حکومت وقت افغانستان در سال ۱۹۷۹ قوتهای نظامی شوروی داخل خاک افغانستان شدند که در نتیجه باعث جنگ در افغانستان گردید. در این زمان تا خروج قوت‌های شوروی از افغانستان، قوت‌های شوروی و ارتش افغانستان فعالیت‌های مشترک داشتند و ارتش افغانستان مجهز به سلاح و تکنیک محاربوی پیشرفته شد و از احضارات محاربوی عالی بر خوردار گردید و تا سطح دفاع مستقلانه یا آغاز حکومت دکتور نجیب الله ارتقا یافت. در هشت ثور سال ۱۳۷۱ ارتش افغانستان توقع داشت مجاهدین به آن‌ها وحدت نموده در حفظ ارتش بکوشند؛ ولی برعکس تمام سلاح و مهمات افغانستان از طرف مجاهدین به حکومت پاکستان فروخته شد و کشور در دو دهه بدون سلاح و اردو باقی‌ماند. در این دو دهه هرج و مرج حاکم شد و نبود قانون و سطح جرم به حد نهائی بالا رفت.

### اردو دولت اسلامی جهادی
احزاب و گروه‌های جهادی مخالف دولت حزب دموکراتیک خلق افغانستان در سال ۱۳۷۱ هجری شمسی پس از ۱۴ سال جنگ قدرت را بدست آوردند. نیروهای مجاهدین خود دارای تشکیلات نظامی تنظیمی و قومی بودند. اکثریت نیروهای مجاهدین مردمان روستا فاقد علم و دانش بودند. در ۱۴ سال جنگ تمامی دارائی و هستی این‌ها از بین رفته بود. پس از رسیدن به قدرت تمامی وسایل و سلاح اردو منظم را به قیمت ارزان و به نرخ آهن به پاکستان فروختند. نیروهای مجاهدین دارای تشکیلات اردو منظم نبودند صرف متشکل از فرمانده و مجاهد بودند. سربازان پیاده این گروه دارای مهارت جنگی قوی بودند.

### اردو طالبان
طالبان دارای یک اردو قومی نامنظم بود. بعضی از افسران سابقه‌دار نیز در حکومت طالبان حضور داشتند. طالبان دارای ۴۰ تانک بودند. گفته می‌شود تانک‌های مذکور را بینظیر بوتو از روسیه خریداری نموده به طالبان تسلیم نمود. حکومت طالبان دارای وسایل باربری خیلی ضعیف بودند. سربازان طالب از مورال فوق‌العاده محاربوی بر خوردار بودند. طالبان دارای ۳ اردوگاه نظامی قوی در ژوره ولایت خوست، میدان هوایی قندهار، و تفحصات مزار شریف بودند که در آنجا جنگجویان کشورهای آسیای میانه، عرب و [چچن] آموزش‌های نظامی می‌دیدند.

### اردو جمهوری اسلامی افغانستان
اردوی ملی افغانستان در سال ۱۳۸۲ ه‍.ش با همکاری دولت آمریکا و ناتو تأسیس و هر سال به کمک کشورهای کمک‌کننده توسعه یافته است. در آینده نه چندان دور تشکیلات آن از نگاه تعداد عساکر، کارمند، سلاح و تجهیزات نظامی مجهزتر خواهد شد. در ۲۸ ژانویه سال ۲۰۱۳ تعداد نیروهای مسلح افغانستان به ۳۵۲۰۰۰ هزار تن رسیده بود که مساوی با اردوی پاکستان  می‌باشد.
تشکیلات اردو ملی در سال ۱۳۹۱ انکشاف نموده که به شرح ذیل می‌باشد:
فرماندهی‌های اساسی شامل ۶ سپاه که ۵ تای آن زمینی و یک سپاه هوایی است، دو نیرو شامل سپاه مرکزی کابل به نام ۱۱۱ و سپاه عملیات‌های خاص می‌باشد که متشکل از بیش از ۳۰ لشکر، ۱۸۰ گروهان (پیاده، کماندو، مکانیزه، کشف، پشتیبانی، لجستیک)؛
فرماندهی‌های متوسط حمایوی شامل تعلیم و تربیه، جلب و جذب، لجستیک، خریداری، کشف و استخبارات، صحیه و مخابره می‌باشد؛
موقعیت لشکرها: فعلاً لشکر ۲۰۱ در جلال‌آباد، لشکر ۲۰۳ در ولایت پکتیا که چهار ولایت را تحت پوشش قرار می‌دهد، لشکر ۲۰۷ در هرات، لشکر ۲۰۵ در ولایت قندهار و لشکر ۲۰۹ در بلخ افغانستان مستقر می‌باشند.
شکل سربازی «داوطلبانه» می‌باشد و جوانان بین ۲۲ تا ۳۵ سال به صورت داوطلبانه در اردو ثبت نام می‌کنند. دولت برای آن‌ها ماهانه ۱۰۰ دلار پرداخت می‌کند. برای بار دوم خدمت ۲۰۰ دلار حقوق پرداخته می‌شود. سن قانونی خدمت در اردو افغانستان ۲۲ سال است. سن ذخیره از ۱۶–۴۵ است. تعداد مرد به این سن ۶٫۸ میلیون و زن ۶٫۴ میلیون، تعداد توان داخل خدمت ۳٫۸ میلیون مرد و ۳٫۶ میلیون زن و ظرفیت بالا بردن ۳۷۸٬۹۹۶ نفر می‌باشد.

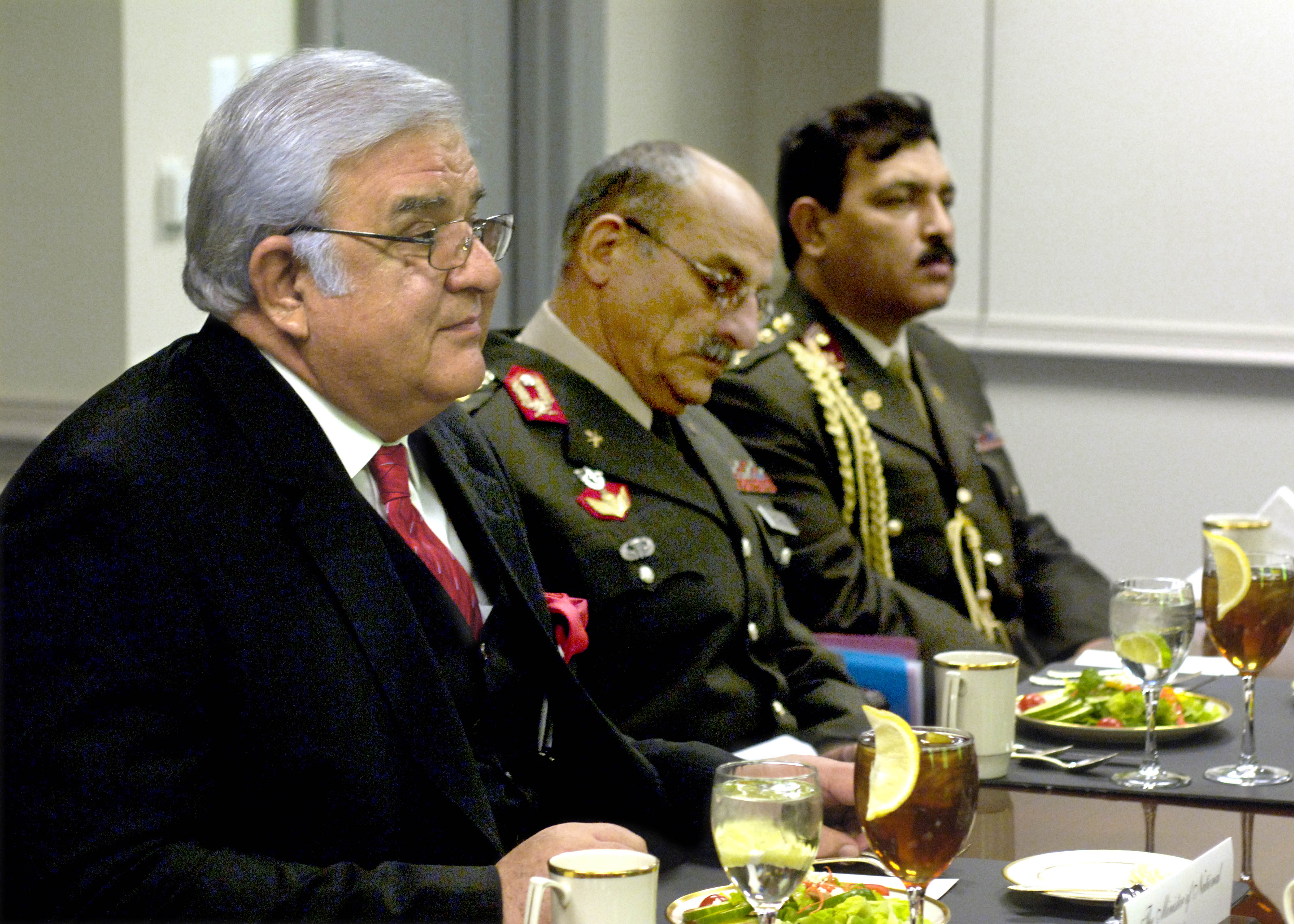
عبدالرحیم وردک وزیر دفاع سابق افغانستان سمت چپ

## تشکیلات

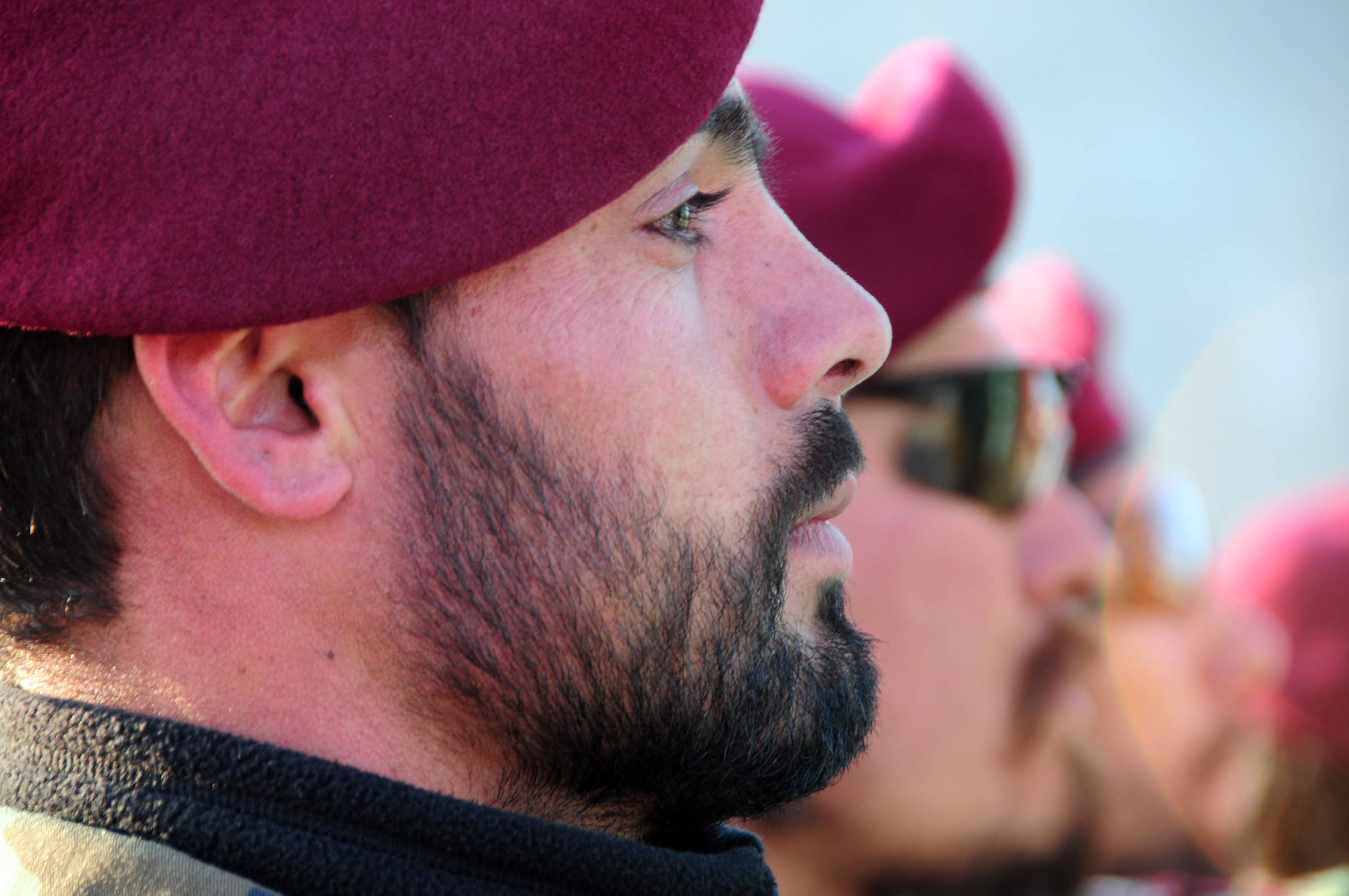
https://nl.m.wikipedia.org/wiki/Bestand:ANA_Commando_Brigade_Flag.svgکوماندوهای افغانستان

قوای مسلح افغانستان تحت فرماندهی رئیس‌جمهور و اردو ملی تحت فرماندهی وزیر دفاع ملی جمهوری اسلامی افغانستان فعالیت می‌نماید.

### مقام وزارت دفاع ملی
1. وزیر دفاع
2. معاون اول
3. معاونت سیاسی و عملیاتی
4. معاونت کارمندان
5. معاونت تکنولوژی و لجستیک
6. معاونت نیروهای احتیاط

### ریاست‌ها
وزارت دفاع ملی دارای ریاست‌های ۱-ریاست پارلمانی و امور عامه، ۲-ریاست حقوق بشر، ۳-ریاست ساختمانی، ۴-ریاست حالات اضطراری و فوق‌العاده، ۵-ریاست مالی، ۶-ریاست تفتیش و ۷-ریاست حقوق می‌باشد.

#### مقام ستاد اردو (ستر درستیز)
بخش خیلی مهم و کاری وزارت دفاع افغانستان ستاد اردو می‌باشد. تشکیلات ستاد اردو شامل رئیس ستاد اردو، معاون، ریاست دفتر، ریاست کادر و پرسنل، ریاست کشف و استخبارات، ریاست عملیاتی، ریاست عقیدتی و فرهنگی، ریاست مالی، ریاست مخابره، ریاست تفتیش و ریاست حقوق می‌شود.
ریاست استخبارات

### فرماندهی‌ها
- وزارت دفاع ملی افغانستان داری فرماندهی‌های هوای و دفاع هوائی، کالج (آکادمی) فرماندهی و قرارگاهی، آکادمی ملی نظامی، آموزش و پرورش، جلب و جذب، مرکز آموزشی نظامی کابل (KMTC) و فرماندهی نیروهای خاص می‌باشد که علاوه بر این دارای فرماندهی ۴ بخش، چهار تیپ، ۹ سپاه و ۲ لشکر می‌باشد.

#### فرماندهی عمومی آموزش و پرورش
بالابردن ظرفیت‌ها و حفظ احضارات محاربوی ارتش ملی آموزش و پرورش است. در حال حاضر علاوه بر آموزش و پرورش داخلی افسران کشورهای پیشرفته در آموزش و پرورش افغانستانی‌ها کوشش دارند تا ارتش این کشور بپا استاد شود تا بتواند از تمامیت ارضی کشور خود دفاع نماید. در مراکز آموزش و پرورش افسران، خورد ضابطان (درجه‌داران) و سربازان می‌شود. هکذا یک تعداد از افسران غرض تحصیل بخارج نیز فرستاده می‌شوند. کشورهای آمریکا، فرانسه، انگلیس، کانادا، المان نسبت به دیگر کشورها یاده همکاری دارند
آن عده فرمانده‌های جهادی و گروی مدافعین سابق که تجارب کافی نظامی دارند در کورس‌های به نام (OTB) تعلیمات می‌بینند. فرانسوی‌ها در تربیه افسران و پیاده‌نظام فعالیت دارند در که شرق کابل محل تربیت موقعیت دارد. بریتانیا استخدام و تربیه گروه پیاده را در مکتب افسران داوطلب براه انداخته است. با وجودی که (OCS) تحت کنترل و اداره (OTB) قرار دارد ولی به‌طور جداگانه فعالیت می‌نماید. داوطلبان (OCS) جوانانی اند که دارای تجربه نظامی‌اند. کشور فرانسه (CGSC) را در اوایل سال ۲۰۰۴ تأسیس کرد که این مکتب تحت نظر مربیان نظامی فرانسوی فعالیت می‌نماید و نیز دانشگاه دفاعی ملی (NDU) نیز در شمال غرب کابل تأسیس شده است. بالاخره تمام تعلیمات جهت عملیات‌های نظامی که در (NMAA) و (CGSC) صورت می‌گیرد به (NDU) انتقال یافته و در آنجا عملی خواهد شد.
- تعلیم و تربیه در خارج از کشور

کشورهای ایالات متحده آمریکا، فرانسه، ترکیه، چین، آلمان، ایتالیا، انگلستان، تاجیکستان، سویس، هندوستان، روسیه، نیپال، اسپانیا، پاکستان پولند با اردو افغانستان همکاری داشته و حدود بیشتر از ۱۰۰۰ نفر در این کشورها مصروف تحصیل‌اند.
- . مدرسه حربی [حربی شونحی] مرکز مهم تعلیم و تربیه

حربی شونحی یکی از مهم‌ترین مراکز تعلیم و تربیه می‌باشد که به سویه بکلوریا فارغ می‌دهد. پس از سال ۱۹۹۲ این شونحی دوباره فعال گرید و در سال ۲۰۱۰ برای هفتاد و یکمین دوره فارغ داد که تعداد آن‌ها به حدود ۱۷۰ نفر می‌رسید.

#### فرماندهی آکادمی ملی نظامی
آکادمی ملی نظامی که در حقیقت جایگزین حربی دانشگاه می‌باشد به عنوان یک مؤسسه عالی آکادمیک نظامی در ۱۱ سنبله ۱۳۸۳ ه‍.ش برابر با سپتمبر ۲۰۰۴ میلادی باهمکاری ایالات متحد به تیپ آکادمی ملی نظامی ویست پاینت ایالات متحده تأسیس گردید و در ۲۲ مارس ۲۰۰۵ م. رسماً به فعالیت خود آغاز نمود؛ که الی اکنون ۷ دوره را سپری نموده حدود ۲۰۰۰ شاگرد شامل گردیده‌اند. تورنجنرال محمد شریف یفتلی اولین فرمانده آکادمی ملی نظامی می‌باشد؛ و فعلاً تورنجنرال شیرمحمد حْاحْی فرمانده آکادمی ملی نظامی می‌باشد. آکادمی ملی نظامی افغانستان دارای ۱۲ دیپارتمنت می‌باشد که عبارتند از: دیپارتمنت ساینس، اداره و رهبری (منجمنت، روان‌شناسی و رهبری)، کامپیوتر، نظامی، ورزشی، ریاضیات، لسان‌ها (انگلیسی، جرمنی، فرانسوی، ترکی)، علوم اجتماعی، تاریخ، مهندسی (مهندسی سیول و مهندسی عمومی)، حقوق و دیپارتمنت عقیدتی وفرهنگی. در هر دوره حدود ۶۰۰ نفر شاگرد می‌پذیرد.

### قول‌اردوها (سپاه‌ها)
در افغانستان جمع نظام عسکری عبارتند از: دلگی ۹ نفر، بلوک ۳۰ نفر، تولی ۹۰ نفر، کندک ۲۷۰ نفر، غند ۸۱۰ نفر، لوا ۶۰۰۰ نفر، فرقه ۱۲۰۰۰ نفر، قول‌اردو ۳ فرقه یا ۳۶ هزار نفر. برای هر بلوک یک افسر تعیین می‌شود.
- قول اردوی هوایی الی سال ۱۹۹۲ قوای هوای افغانستان به نسبت داشتن بیشتراز ۴۵۰ طیارات جنگی و انتقالاتی نظامی و پیلوتهای ماهر، جنگ دیده قوی‌ترین قوت هوائی منطقه بود؛ که پیلوتان در کشور هند و اتحاد شوروی برای مدت ۶ سال تعلیمات هوائی می‌دیدند. مشهورترین قهرمان‌های این کشور دگر جنرال محمد مصطفی، امیر محمد صافی، عتیق اله شیزاد، وحیداله بوده که افراد مذکور قدرت فرار از موشک استینگر را خوب می‌دانستند و هکذا الی یازده عملیات را یک روز می‌نمودند. در مجموع قوتهای هوای افغانستان دارای ۷۰۰۰ پرسنل داخلی ۵۰۰۰ ادوایزر خارجی بود. فعلاً قوای هوائی دارای

1. بال طیاره Mil Mi-۲۴ حدود ۵۶ بال طیاره هلیکوپتر نوع Mil Mi-۱۷ روسی که ۲۱ بال دیگر در سال جاری باید تحویل شود.
2. ۶ بال نوع MD Helicopters MD ۵۰۰ آمریکایی که ۵۴ بال دیگر به افغانستان تحویل می‌شود.
3. ۹ فروند طیاره انتقالاتی نوع C-27A و ۳ طیاره تعلیمی نوی Aero L-۳۹ Albatros دارا می‌باشد. میدان‌های که قابل استفاده طیارات نظامی اند عبارتند از میدان هوای کابل، قندهار، شبرغان، مزار شریف، هرات، شیندند و بگرام می‌باشد. میدان‌های هوایی برای طیارات انتقالاتی عبارتند از قلعه نو، بامیان، فیض آباد، جلال‌آباد، خوست، کندز، میمنه، نیلی، تالقان، تاواره، ینگی، قلعه دهدای و بند سرده. به‌طور کلی در مرحله اول تعداد طیارات بال ثابت حمل و نقلی، کشفی و بمبارد و هلیکوپتر جمعاً ۸۰ فروند بوده و در مرحله دوم تعداد این طیارات به ۱۲۸ فروند خواهد رسید. سن یک پیلوت طور اوسط در حدود ۴۵ سال می‌باشد. در این اواخر کشور آمریکا قرار داد ۲۱ بال هلیکوپتر «میگ-۱۷» را با کشور روسیه برای افغانستان به امضاء رسانید. هزینه آن بالغ بر ۳۶۷ میلیون دلار می‌گردد. فعلاً دو طیاره C-۲۷ جدید دارد قرار است تا سال ۲۰۱۶ میلادی ۲۰ فروند از این نوع هواپیماها به ارزش ۲۹۰ میلیون دلار در اختیار افغانستان گذاشته شود.

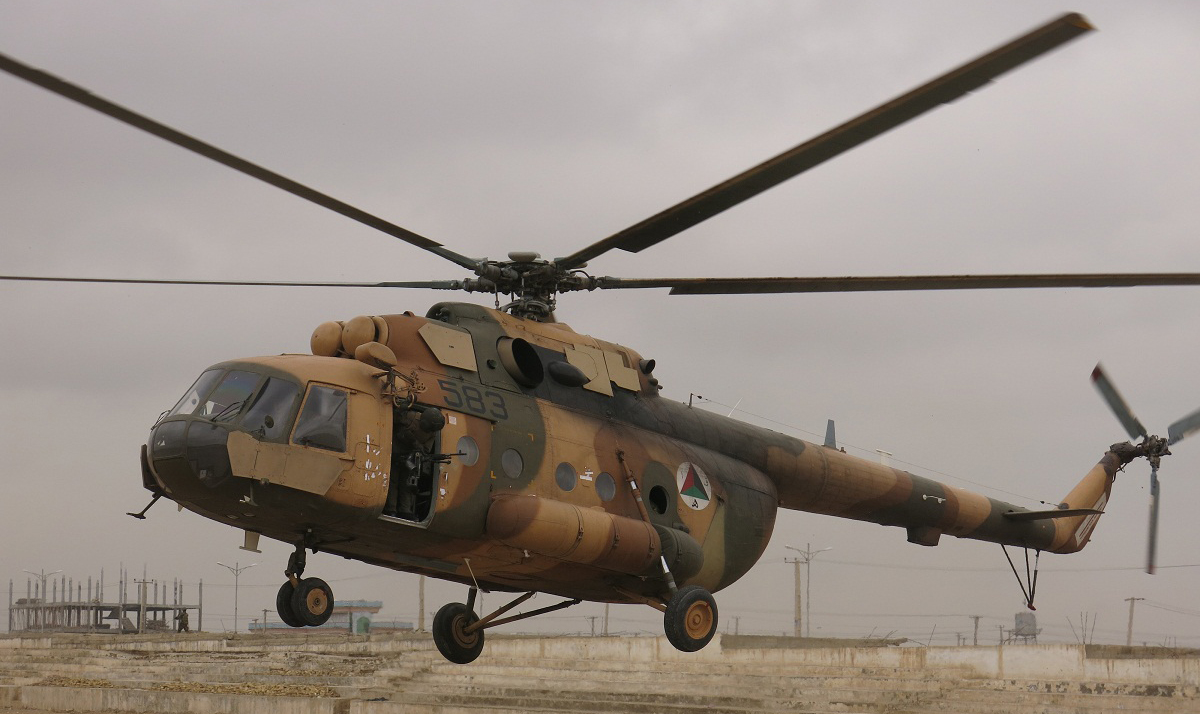
بالگرد میل-۱۷ در یک تمرین نظامی در سال ۱۳۹۳ در شهر مزارشریف.

- قول اردوی هوایی

فهرست قول اردوها
1. قول اردوی ۲۰۱ سیلاب، جلال‌آباد
2. قول اردوی ۲۰۳ تندر، گردیز
3. قول اردوی ۲۰۵ اتل، قندهار
4. قول اردوی ۲۰۷ ظفر، هرات
5. قول اردوی ۲۰۹ شاهین، مزارشریف
6. قول اردوی ۲۱۵ میوند، لشکرگاه
7. قول اردوی ۲۱۷ پامیر، قندوز
8. قول اردوی قوای خاص، کابل

### لواهای جداگانه (تیپ‌های مستقل)
1. لوای ملی مهندسی (مهندسی)
2. لوای حمایه و امنیت ستردرستیز
3. لوای اول پیاده مکانیزه
4. لوای دوم پیاده مکانیزه

لواهای ذکر شده مربوط به هیچ‌کدام از قول اردوها نمی‌باشند.

### فرماندهی‌های زون/منطقه
1. فرماندهی زون شمال‌غرب
2. فرماندهی زون شمال‌شرق
3. فرماندهی زون جنوب
4. فرماندهی زون جنوب‌غرب
5. فرماندهی زون شرق
6. فرماندهی زون جنوب‌شرق
7. فرماندهی زون غرب

این فرماندهی‌ها تازه تشکیل می‌باشند و در راستای انسجام فرماندهی‌های مربوطه فعالیت می‌نمایند.

### فرقه‌ها (لشکرها)
- ۱- فرقهٔ ۱۱۱

1. فرقهٔ عملیات خاص
2. فرقهٔ پولیس نظامی

- ۴- فرقهٔ ۲۰ پامیر، کندوز
- ۱-فرقهٔ ۱۱۱مرکزی کابل.

این فرقه که در سال ۱۳۸۸ تأسیس گردید، در شهر کابل فعالیت دارد و مربوط به هیچ قول اردویی نمی‌باشد.
- ۲-فرقهٔ عملیات‌های خاص

در سال ۱۳۹۱ از لوای کوماندو به فرقه عملیات‌های خاص ارتقا یافت.

### کندک (گردان)
۱- کندک مبارزه با مواد مخدر.
این کندک در سال ۱۳۸۷ تأسیس گردیده و وظیفهٔ مبارزه با مواد مخدر را به عهده دارد.

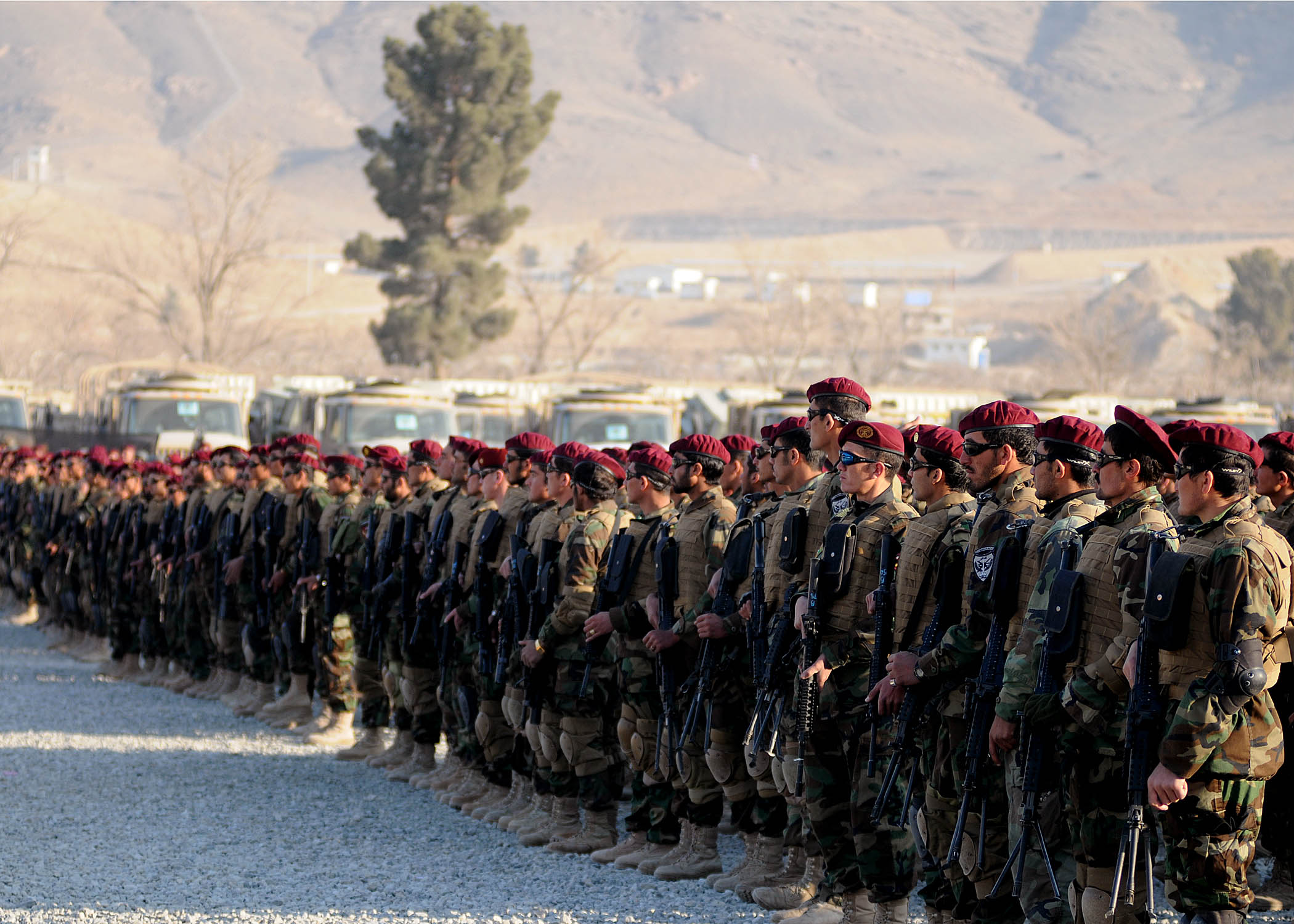
کندک نمبر ۷ کوماندو در حال فراغت از تحصیل

## جلب و جذب
در مرکز و ولایات ۳۶ فرماندهی جلب و جذب برای داوطلبان واجد شرایط به اردوی ملی موجود است. داوطلبان بعد از اخذ، تأیید و تحویل‌دهی فورم قرارداد در یکی از مراکز آموزش و پرورش اردوی ملی جهت آموزش مسلک نظامی تنظیم می‌شوند. معاش، البسه و لیلیه برای‌شان مشخص و تهیه می‌گردد و بعد از مدت معین آموزش به صفوف اردوی ملی می‌پیوندند.
از سال ۱۳۸۳ تا جوزا/خرداد ۳۲۳۲۱ تن بریدملان و سربازان تحت پوشش سواد آموزی و به تعداد ۸۳۴۵۸ تن از افسران، برید ملان، سربازان، مأمورین و اجیران تحت پوشش دروس مختلف دینی و به تعداد ۲۶۹۸ تن از افسران، بریدملان و سربازان تحت آموزش زبان انگلیسی قرارگرفته‌اند.
۲۵ باب کتابخانه، ۱۰ باب اتاق افتخارات و ۱۰ باب تالار کنفرانس‌ها تهیه و مورد بهره‌برداری قرارگرفته است.
در قطعات اردوی ملی ۲۱۵ باب مسجد شریف جدیداً اعمار یا بازسازی گردیده است، اما با در نظر داشت ارتقای کمیت اردوی ملی اعمار مساجد هم‌زمان توسعه میابد.

## مراکز تعلیمی
فرماندهی عمومی تعلیم و تربیه و دکترین، وظیفه تهیه تمامی اصول‌نامه‌ها، تعلیم‌نامه‌ها و پروگرام‌های آموزشی، انسجام، سازماندهی و رهبری موسسات تحصیلی و تعلیمی اردوی ملی را به عهده داشته و بر جریان آن نظارت به عمل می‌آورد.
موسسات تحصیلی و تعلیمی‌ای که تاکنون در اردوی ملی افغانستان ایجاد شده‌اند عبارتند از:
1. آکادمی ملی نظامی
2. آکادمی ضد شورش
3. آکادمی بریدملان
4. آکادمی قوماندانیت و قرارگاهی (بجای کورس عالی افسران) در موسسات تعلیمی نظامی جایگاه اول دارد

همچنین علاوه بر این مراکز، مکاتبی نیز جهت آموزش و تقویت مسلک وجود دارند که به مکاتب مسلکی معروف هستند. از این مکاتب حربی شونجی، مکتب لجستیک، مکتب کوماندو، مکتب درایوری، مکتب استخبارات، مکتب عقیدتی- فرهنگی، مکتب صحیه و مکتب مهندسی و … فعال هستند. گفته می‌شود مدت هر کورس تربیوی دو ماه است.
اردوی ملی افغانستان دارای شش مرکز تعلیمی نیز است که شامل موارد زیر می‌باشد:
1. مرکزی تعلیمی نظامی کابل دارای ظرفیت ۷۰۰۰ نفر
2. مرکز تعلیمی نظامی مزار شریف دارای ظرفیت ۱۴۰۰ نفر
3. مرکز تعلیمی نظامی هرات دارای ظرفیت ۱۴۰۰ نفر
4. مرکز تعلیمی نظامی خوست دارای ظرفیت ۶۰۰ نفر
5. مرکز تعلیمی نظامی گردیز دارای ظرفیت ۶۰۰ نفر

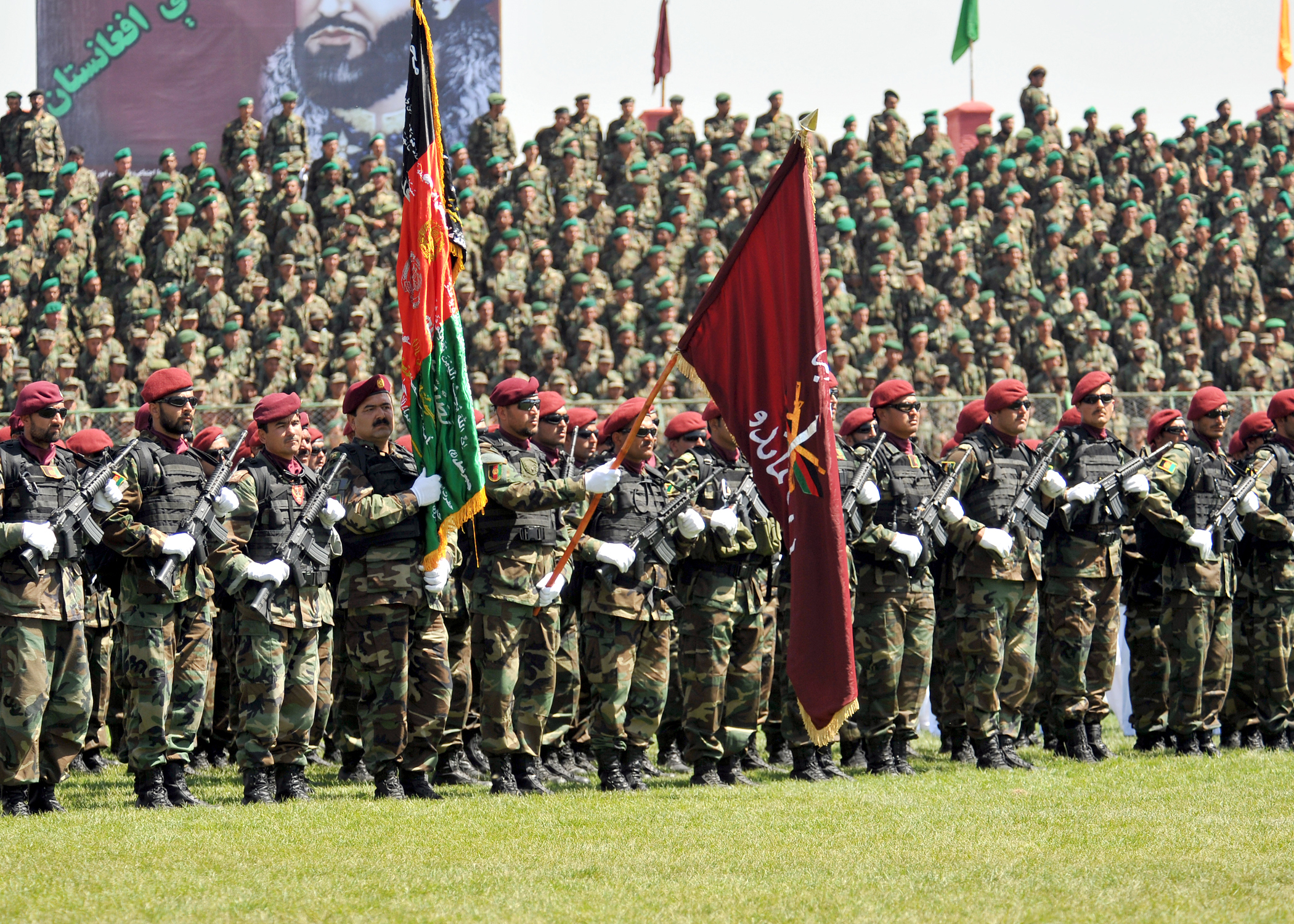
مرکز آموزشی سربازان

6. مرکز تعلیمی دارالامان ۱۴۰۰ نفر

## بودجه مالی
اردو افغانستان از صندوق مالی آیساف (ASFF) تأمین می‌گردد. کشورهای عمده پرداخت‌کننده اردوی افغانستان آمریکا، روسیه و استرالیا می‌باشد.
بودجه‌ای که برای قوای مسلح افغانستان در سال ۲۰۰۸ تعیین شد ۲٫۷ میلیارد دلار در سال می‌باشد؛ که از آن جمله ۱۷۱۱ میلیون دالر برای اردو، ۹۸۰ میلیون دلار برای پلیس و ۹٫۸ میلیون دلار برای مصارف زندانیان تعین شده بود. پیش‌بینی می‌شود در سال ۲۰۱۲ که کمیت اردوی ملی افغانستان بالا می‌رود، مصارف نیز بالا می‌رود.
بودجه مصارف وزارت دفاع افغانستان از پلان بودجه سال دولت افغانستان مبلغ ۱۴٬۰۶۲ میلیون افغانی می‌شود که ۱۲٫۱ درصد از بودجه ملی را تشکیل می‌دهد. (منبع شماره ۶)

## رتبه‌ها

### فرماندهان
| افسرها                       | مارشال | مارشال | ستر جنرال | ستر جنرال | ډگرجنرال | ډگرجنرال | تورن جنرال | تورن جنرال | برید جنرال | برید جنرال | ډگروال | ډگروال    | ډگرمن     | ډگرمن | جگرن  | جگرن      | جگتورن    | جگتورن    | تورن      | تورن      | لمړی بریدمن | لمړی بریدمن | دوهم بریدمن  | دوهم بریدمن  | دریم بریدمن  | دریم بریدمن  | دریم بریدمن | دریم بریدمن | دریم بریدمن | دریم بریدمن | دریم بریدمن | دریم بریدمن | دریم بریدمن | دریم بریدمن | دریم بریدمن | دریم بریدمن |
| ---------------------------- | ------ | ------ | --------- | --------- | -------- | -------- | ---------- | ---------- | ---------- | ---------- | ------ | --------- | --------- | ----- | ----- | --------- | --------- | --------- | --------- | --------- | ----------- | ----------- | ------------ | ------------ | ------------ | ------------ | ----------- | ----------- | ----------- | ----------- | ----------- | ----------- | ----------- | ----------- | ----------- | ----------- |
| ارتش افغانستان همتا در ایران |        |        |           |           |          |          |            |            |            |            |        |           |           |       |       |           |           |           |           |           |             |             |              |              |              |              |             |             |             |             |             |             |             |             |             |             |
| مارشال                       | مارشال | ارتشبد | ارتشبد    | سپهبد     | سپهبد    | سرلشکر   | سرلشکر     | سرتیپ      | سرتیپ      | سرهنگ‎      | سرهنگ‎  | سرهنگ دوم | سرهنگ دوم | سرگرد‎ | سرگرد‎ | سروان یکم | سروان یکم | سروان دوم | سروان دوم | ستوان یکم | ستوان یکم   | ستوان دوم‎   | ستوان دوم‎    | ستوان سوم    | ستوان سوم    | ستوان سوم    | ستوان سوم   | ستوان سوم   | ستوان سوم   | ستوان سوم   | ستوان سوم   | ستوان سوم   | ستوان سوم   | ستوان سوم   | ستوان سوم   |             |
| همتا در ناتو                 | OF-1   | OF-1   | OF-1      | OF-1      | OF-3     | OF-3     | OF-2       | OF-2       | OF-4       | OF-4       | OF-6   | OF-6      | OF-5      | OF-5  | OF-7  | OF-7      | OF-9      | OF-9      | OF-8      | OF-8      | OF-10       | OF-10       | افسران نامزد | افسران نامزد | افسران نامزد | افسران نامزد |             |             |             |             |             |             |             |             |             |             |

### دانشجویان
| سربازان                      | —             | —             | —             | —             | —             | —             | —             | —             | سرپرگمشر قدمدار | سرپرگمشر قدمدار | معاون سرپرگمشر قدمدار | معاون سرپرگمشر قدمدار | معاون سرپرگمشر قدمدار | معاون سرپرگمشر قدمدار | معاون سرپرگمشر قدمدار | معاون سرپرگمشر قدمدار | سرپرگمشر    | سرپرگمشر    | سرپرگمشر    | سرپرگمشر    | سرپرگمشر    | سرپرگمشر    | معاون سرپرگمشر | معاون سرپرگمشر | معاون سرپرگمشر | معاون سرپرگمشر | —             | —             | پرگمشر    | پرگمشر    | پرگمشر    | پرگمشر    | پرگمشر    | پرگمشر    | سرتیر       | سرتیر       |
| ---------------------------- | ------------- | ------------- | ------------- | ------------- | ------------- | ------------- | ------------- | ------------- | --------------- | --------------- | --------------------- | --------------------- | --------------------- | --------------------- | --------------------- | --------------------- | ----------- | ----------- | ----------- | ----------- | ----------- | ----------- | -------------- | -------------- | -------------- | -------------- | ------------- | ------------- | --------- | --------- | --------- | --------- | --------- | --------- | ----------- | ----------- |
| ارتش افغانستان همتا در ایران | No equivalent | No equivalent | No equivalent | No equivalent | No equivalent | No equivalent | No equivalent | No equivalent |                 |                 |                       |                       |                       |                       |                       |                       |             |             |             |             |             |             |                |                |                |                | No equivalent | No equivalent |           |           |           |           |           |           | No insignia | No insignia |
| ارتش افغانستان همتا در ایران | No equivalent | No equivalent | No equivalent | No equivalent | No equivalent | No equivalent | No equivalent | No equivalent | گروهبان یکم     | گروهبان یکم     | گروهبان دوم           | گروهبان دوم           | گروهبان دوم           | گروهبان دوم           | گروهبان دوم           | گروهبان دوم           | گروهبان سوم | گروهبان سوم | گروهبان سوم | گروهبان سوم | گروهبان سوم | گروهبان سوم | سرجوخه         | سرجوخه         | سرجوخه         | سرجوخه         | No equivalent | No equivalent | سرباز دوم | سرباز دوم | سرباز دوم | سرباز دوم | سرباز دوم | سرباز دوم | سرباز       | سرباز       |
| همتا در ناتو                 | OR-1          | OR-1          | OR-1          | OR-1          | OR-1          | OR-1          | OR-2          | OR-2          | OR-3            | OR-3            | OR-4                  | OR-4                  | OR-4                  | OR-4                  | OR-4                  | OR-4                  | OR-5        | OR-5        | OR-5        | OR-5        | OR-5        | OR-5        | OR-6           | OR-6           | OR-6           | OR-6           | OR-7          | OR-7          | OR-8      | OR-8      | OR-8      | OR-8      | OR-8      | OR-8      | OR-9        | OR-9        |

## افسران ارشد
- سرقومندان اعلی قوای مسلح: محمد اشرف غنی
- لوی درستیز قوای مسلح: ستر جنرال مرادعلی مراد
- معاون لوی درستیز: تورن جنرال حبیب حصاری
- وزیر دفاع: ستر جنرال بسم‌الله خان محمدی
- معاون وزیر دفاع: شاه‌محمود میاخیل
- قومندان قوای هوایی: ستر جنرال محمد دوران
- سخنگوی وزارت دفاع: تورن‌جنرال دولت وزیری
- معاون ستاد کل، دگر جنرال محمد اکرام
- معاون ستاد ارتش دگر جنرال محمد ظفر خان
- عمومی رئیس ستاد پرسنل، تورن جنرال غلام فاروق
- رئیس ستاد کل اطلاعات، تورن جنرال عبدالمنان فراهی
- عمومی رئیس ستاد تدارکات، دگر جنرال عزیزالدین فراهی
- رئیس ستاد ارتباطات، تورن جنرال اقبال علی
- ستاد بازرس کل، سرلشکر جلندر شاه
- جراح عمومی، دگر جنرال عبدالقیوم توتا خیل
- قوماندان عمومی نیروهای هوائی دگرجنرال (سپهبد) پیلوت فهیم "رامین"
- قول اردوی ۲۰۱ سیلاب ("سیلاب") فرمانده سپاه، تورن جنرال محمد زمان وزیری
- قول اردوی ۲۰۳ تندر ("تندر") فرمانده سپاه، عتیق‌الله بریالی
- قول اردوی ۲۰۵ اتل ("قهرمان") فرمانده سپاه،
- قول اردوی ۲۰۷ ظفر ("پیروزی") فرمانده سپاه،
- قول اردوی ۲۰۹ شاهین ("فالکون") فرمانده سپاه، تورن جنرال زلمی ویسا
- قول اردوی ۲۱۵ میوند ("میوند") قومندان قول اردو تورن جنرال سمیع "سادات"
- اردوی ملی افغانستان فرماندهی آموزش، بریدجنرال مهمند "کتوازی"
- فرماندهی آکادمی قوماندانیت وقرارگاهی برید جنرال اسدالله مرادی؟
- آکادمی ملی نظامی افغانستان، تورنجنرال شیر محمد کریمی
- مرکز آموزش نظامی کابل، بریدجنرال لعل جان "ظهیر"

## تجهیزات

### خودرو زرهپوش جنگی
| مدل        | الگو | نوع                   | تعداد                                                       | تاریخ     | تولید               | تشریحات |
| ---------- | ---- | --------------------- | ----------------------------------------------------------- | --------- | ------------------- | --- |
| بی‌آردی‌ام-۲ |      | خودرو زره‌پوش شناسایی  |                                                             |           | اتحاد جماهیر شوروی  | این وسایل از زمان‌های جنگ با روس‌ها باقی مانده است. این زرهپوش ساخت روسیه می‌باشد و به عنوان وسیله حمل‌ونقل و سکوی شلیک راکت‌اندازهای چندتایی ۵۷ ملی متری هم استفاده می‌شود.                                                                                       |
| بی‌ام‌پی-۱   |      | خودرو جنگی پیاده‌نظام  | ۷۰۰                                                         |           | اتحاد جماهیر شوروی  | در طی جنگ شوروی هادر افغانستان تعدادی بی‌ام‌پی-۱ به دست مجاهدین افغان افتاده بود. تا فعلاً باقی مانده است. یا پس از سقوط دولت دکتر نجیب اله |
| بی‌ام‌پی-۲   |      | خودرو جنگی پیاده‌نظام  | ۸۰                                                          | ۱۹۸۷–۲۰۰۲ | اتحاد جماهیر شوروی  | به تعداد ۱۵۰–۱۵۰۰عدد نوع ۹M111 ATGMs درسال۱۳۵۷ فرمایش داده شدکه در بین سال‌های ۱۳۵۷ الی ۱۳۷۰ به دولت افغانستان تحویل داده شد. در سال ۱۹۹۲ به تعداد۵۵۰ زنجیر خودرو بی‌ام‌پی۱ و ۲ فعال بودند. ۶۰تا ۸۰عدد بی‌ام‌پی۱ و ۲ پس از سال ۲۰۰۲بدولت افغانستان تحویل داده شد. |
| ام ۱۱۳     |      | نفربر زره‌پوش          | ۱۷۳                                                         |           | ایالات متحده آمریکا | |
| هاموی      |      | نفربر زره‌پوش          | ۸٬۵۰۰                                                       |           | ایالات متحده آمریکا | |
| ام۱۱۱۷     |      | وسایل نقلیه بین‌المللی | ۶۳۴ (۶۰۰۰ دستگاه تا پیش از کنترل طالبان سفارش داده شده بود) |           | ایالات متحده آمریکا | علاوه بر به ASV و پیکربندی APC، انواع مأموریت‌های دیگر این وسیله عبارتند از: فرماندهی و کنترل، آمبولانس، مهندسی، تعمیر و نگهداری، ملات، و شناسایی وسایل نقلیه است. به‌طور کامل در اواخر سال ۲۰۱۲ تحویل داده خواهد شد.                                          |

### تانک اصلی میدان نبرد
| مدل   | الگو | نوع            | تعداد | تاریخ     | تولید | تشریحات |
| ----- | ---- | -------------- | ----- | --------- | --- | --- |
| تی-۵۵ |      | تانک رزمی اصلی |       | ۱۹۶۱–۱۹۹۱ | اتحاد جماهیر شوروی | ۵۴ تی-۵۴ و ۵۰ تی-۵۵ در سال ۱۹۶۱ بنا بر فرمایش دولت افغانستان از اتحاد جماهیر شوروی بین سال‌های ۱۹۶۲ و ۱۹۶۴ وارد شد. ۲۰۰ عراده تی-۵۴ در سال ۱۹۷۸ از اتحاد جماهیر شوروی سفارش داده و در بین سال‌های ۱۹۷۸ و ۱۹۷۹ تحویل داده شد. ۷۰۵ عراده تی-۵۵ در سال ۱۹۷۸ به اتحاد جماهیر شوروی سفارش داده در بین سال‌های ۱۹۷۸ و ۱۹۹۱ تحویل داده شد. ۱۰۰۰ عراده تانک نوع تی-۵۴، تی-۵۵، تی-۶۲ و پی‌تی—۷۶ در سال ۱۹۹۲ فعال وجود داشت. در حال حاضر ۶۰۰ عراده تانک نوع تی-۵۵ در خدمت هستند که درین اواخر با ام-۶۰ پاتون عوض شد. |
| تی-۶۲ |      | تانک رزمی اصلی |       | ۱۹۷۳–۱۹۹۱ | ۱۵۰ \|\| در سال ۱۹۷۳ یکصد عراده نوع تانک تی-۶۲ فرمایش داده شد درسال‌های ۱۹۷۵و۱۹۷۶ به دولت افغانستان تحویل شد. به تعقیب ۱۵۵ عراده در سال ۱۹۷۹ فرمایش داده شد که در سال ۱۹۷۹ و۱۹۹۱ تحویل داده شد نوع که فعلاً فعال اند عبارتند ازT-62-T-62M-T- 62M۱ می‌باشد. | |

### توپخانه
| مودل           | الگو | نوع                              | تعداد | تاریخ | تولید               | تشریحات |  |
| -------------- | ---- | -------------------------------- | ----- | ----- | ------------------- | --- |  |
| ب‌ام-۲۱ گراد    |      | راکت‌انداز چندتایی خودکششی ۱۲۲ م‌م |       |       | اتحاد جماهیر شوروی  | |  |
| زو۲۳–۴         |      | توپ ضدهوایی خودکششی چهارلول ۲۳م‌م |       |       | اتحاد جماهیر شوروی  | بیست پایه از طرف روس‌ها داده شده است. ۴۸۵                                                                                                  |  |
| زو-۲۳-۲        |      | توپ ضدهوایی دولول ۲۳ م‌م          |       |       | اتحاد جماهیر شوروی  | عمدتاً از قوای اتحاد جماهیر شوروی در زمان عقب‌نشینی باقی مانده است. بسیاری بر روی کامیون‌ها به عنوان سیستم‌های آتش پشتیبان بداهه نصب شده است. |  |
| زی‌پی‌او-۴       |      | مسلسل چهارلول ضدهوایی ۱۴٫۵ م‌م    |       |       | اتحاد جماهیر شوروی  | انواع تک‌لول و دولول هم موجود است. |  |
| دی-۳۰          |      | توپ هویتزر ۱۲۲ م‌م                |       |       | اتحاد جماهیر شوروی  | |  |
| ام-۱۹۳۷        |      | توپ هویتزر                       |       |       | اتحاد جماهیر شوروی  | از فعالیت بازمانده. |  |
| ام-۱۹۴۳ (دی-۱) |      | توپ هویتزر ۱۵۲ میلی‌متری          |       |       | اتحاد جماهیر شوروی  | از فعالیت بازمانده. |  |
| ام-۱۹۳۸        |      | توپ هویتزر ۱۲۲ م‌م                |       |       | اتحاد جماهیر شوروی  | از فعالیت بازمانده. |  |
| ام-۱۱۴         |      | توپ هویتزر ۱۵۵ م‌م                |       |       | ایالات متحده آمریکا | |  |
| ام۴۶           |      | توپ صحرایی ۱۳۰ م‌م                |       |       | اتحاد جماهیر شوروی  | |  |
| اسکاد          |      | موشک بالستیک                     |       |       | اتحاد جماهیر شوروی  | فعال نیست. |  |
| ۹کا۵۲ لونا-ام  |      | راکت‌انداز چندتایی خودکششی        |       |       | اتحاد جماهیر شوروی  | از فعالیت بازمانده. |  |
| بی‌ام۲۷-اورگان  |      | راکت‌انداز چندتایی خودکششی        |       |       | اتحاد جماهیر شوروی  | از فعالیت بازمانده. |  |

### سلاح خورد دفاعی و تعرضی
| مودل                      | نوع                        | تعداد   | تاریخ یا فوتو      | تولید               | تشریحات و فوتو |
| ------------------------- | -------------------------- | ------- | ------------------ | ------------------- | --- |
| تفنگچه ماکارف             | پیستول نیمه‌خودکار          |         |                    | اتحاد جماهیر شوروی  | |
| تفنگچه تی‌تی               | پیستول نیمه‌خودکار          |         |                    | اتحاد جماهیر شوروی  | |
| برتا ام۹                  | پیستول نیمه‌خودکار          |         |                    | ایتالیا             | |
| ستیچن ای پ اس             | پیستول اتوماتیک            |         |                    | اتحاد جماهیر شوروی  | |
| موزین نجنت                | تفنگ گلنگدنی               |         |                    | اتحاد جماهیر شوروی  | برای تشریفات. |
| کلاشنیکف آکاام            | تفنگ تهاجمی                |         |                    | اتحاد جماهیر شوروی  | گدام. |
| کلاشنیکف آکا-۴۷           | تفنگ تهاجمی                |         | ۷۰px               | اتحاد جماهیر شوروی  | الی ۲۰۰۸ مورد استفاده قرار نداشت فعلاً صرف توسط قطعات منظم مورد استفاده قرار می‌گیرد. |
| کلاشنیکف آکا۷۴            | تفنگ تهاجمی                |         | اتحاد جماهیر شوروی | در گدام.            | |
| کلاشنیکف تایپ ۵۶          | تفنگ تهاجمی                |         |                    | چین                 | در گدام. |
| ام-۱۶                     | تفنگ تهاجمی                | ۱۰۴٬۰۰۰ | ۲۰۰۷–۲۰۰۹          | ایالات متحده آمریکا | این سلاح از طرف دولت آمریکا غرض مدرن ساختن اردو افغانستان توزیع شده است. |
| کارابین ام۴               | تفنگ کارابین تهاجمی        | ۴۲٬۱۸۹  | ۲۰۰۸–۲۰۰۹          | ایالات متحده آمریکا | تنها با کماندوهای ارتش افغانستان و نیروهای ویژه استفاده می‌شود. M4s فروخته شده به عنوان بخشی از بسته نظامی خارجی در سال ۲۰۰۶. M4s اضافی فروخته شده به عنوان فروش بسته نظامی خارجی ۲۰۰۸.            |
| کولت کانادا سی ۷          | تفنگ تهاجمی                | ۲٬۵۰۰   | ۲۰۰۷–۲۰۰۸          | کانادا              | در دسامبر سال ۲۰۰۷، کانادا موافقت کردند اهدا کند ۲۵۰۰ عدد تفنگ C۷ را به اردوی ملی افغانستان همراه با آموزش و مهمات. در ژوئن ۲۰۱۱، اردوی ملی افغانستان، تفنگ C۷ را تعویض کند به تفنگ M۱۶ آمریکایی. |
| دراگونوف                  | تفنگ تک‌تیراندازی           |         |                    | اتحاد جماهیر شوروی  | |
| ام-۲۴                     | تفنگ تک‌تیراندازی           | ۱٬۲۰۰   |                    | ایالات متحده آمریکا | |
| ام-۲۴۹ (اف‌ان‌مینیمی)       | تیربار سبک و تفنگ اتوماتیک | ۱۶٬۲۴۸  |                    | بلژیک               | |
| آرپی‌کا                    | ماشیندار خفیف              |         |                    | اتحاد جماهیر شوروی  | |
| ام-۲۴۰ (اف‌ان‌ماگ)          | تیربار چندمنظوره           | ۳۰٬۱۵۲  |                    | بلژیک               | |
| پی‌کا                      | تیربار چندمنظوره           |         |                    | اتحاد جماهیر شوروی  | |
| دوشکا                     | تیربار سنگین               |         |                    | اتحاد جماهیر شوروی  | |
| ان‌اس‌وی                    | تیربار سنگین               |         |                    | اتحاد جماهیر شوروی  | استفاده کم دارد. |
| ام۲ برونینگ               | تیربار سنگین               | ۱۹٬۵۰۰  |                    | ایالات متحده آمریکا | |
| آرپی‌جی-۷                  | راکت‌انداز دوش‌پرتاب         |         |                    | اتحاد جماهیر شوروی  | |
| اس‌پی‌جی-۹                  | توپ بدون لگد               |         |                    | اتحاد جماهیر شوروی  | |
| میلان                     | موشک هدایت‌شونده ضد تانک    |         |                    | فرانسه              | به تعداد کم موجوداند.. |
| جی پ۲۵                    | نارنجک‌انداز اتوماتیک       |         |                    | اتحاد جماهیر شوروی  | |
| نارنجک‌انداز ام-۲۰۳        | نارنجک‌انداز تفنگی          | ۹٬۲۵۰   |                    | ایالات متحده آمریکا | |
| خمپاره متوسط ۸۲ میلی‌متر   | خمپاره                     | ۵۰۰     |                    | اتحاد جماهیر شوروی  | |
| خمپاره ۶۰ میلی‌متری ام-۲۲۴ | خمپاره                     |         |                    | ایالات متحده آمریکا | |
| خمپاره ۸۱ میلی‌متری ام۲۵۲  | خمپاره                     |         |                    | ایالات متحده آمریکا | |